# Mączniak prawdziwy pomidora

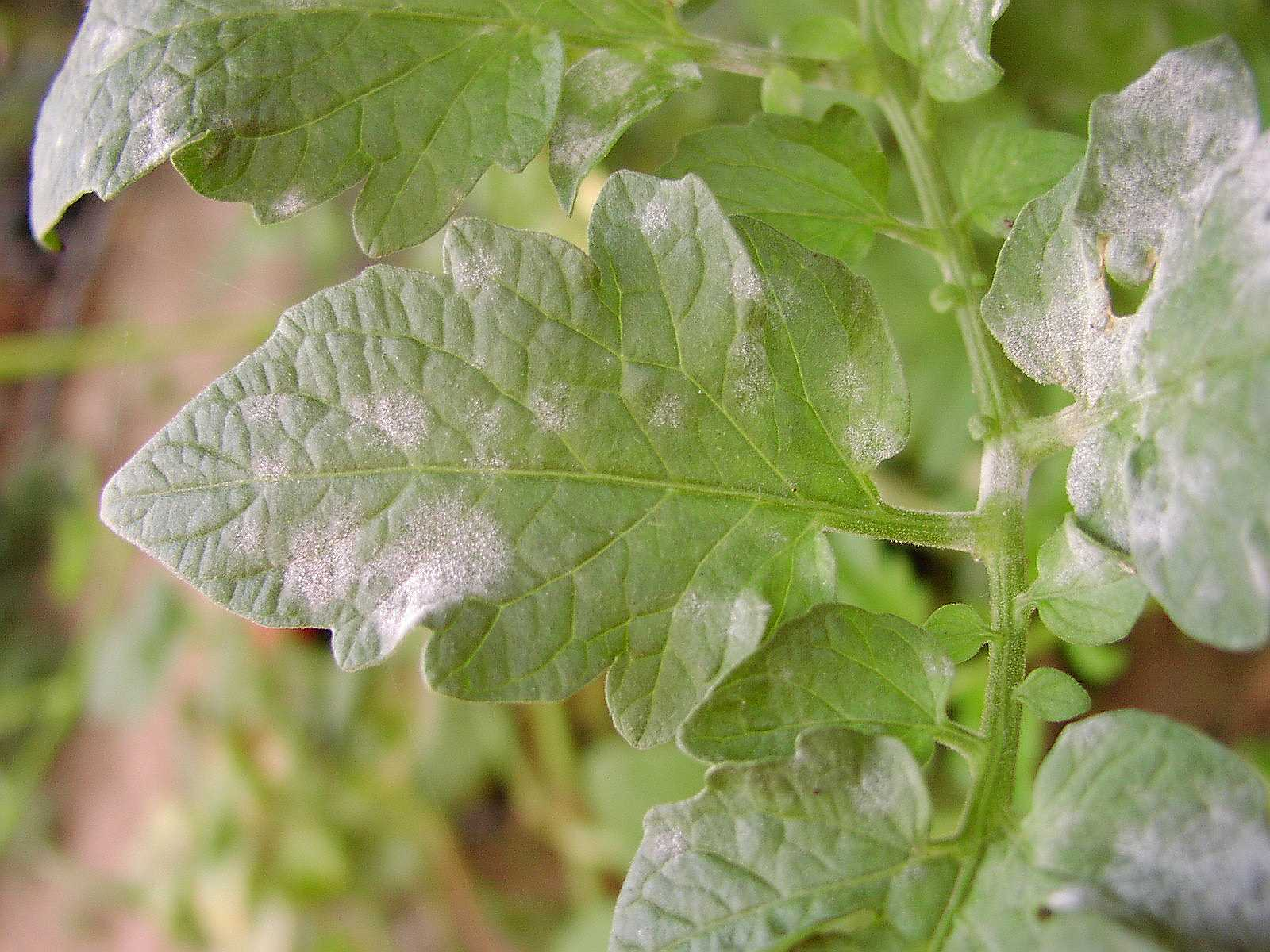
Objawy mączniaka na liściu pomidora

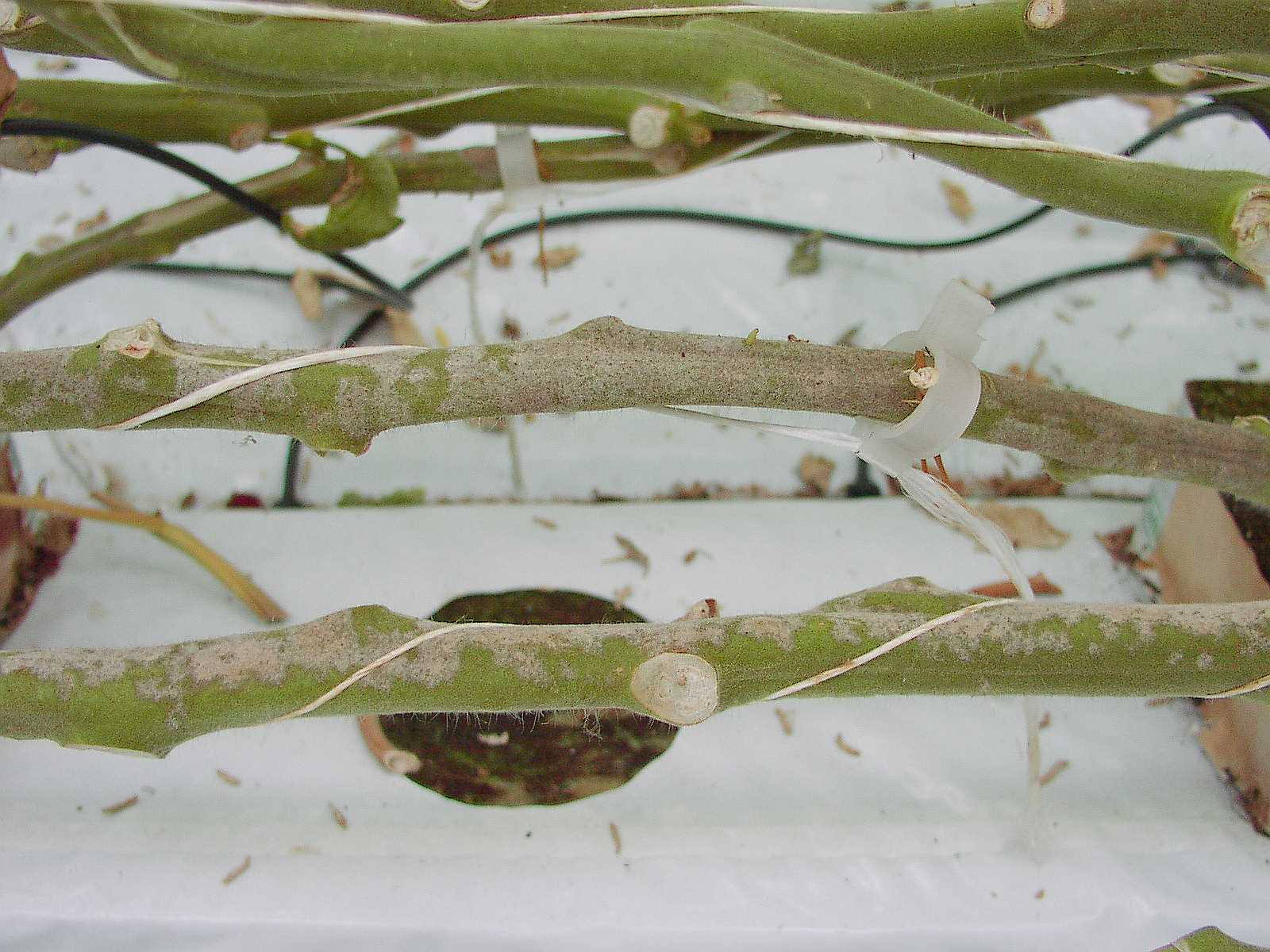
Objawy na łodygach

Mączniak prawdziwy pomidora – grzybowa choroba roślin. Należy do grupy mączniaków prawdziwych, a wywoływana jest przez grzyba Euoidium lycopersici, będącego anamorfą niezidentyfikowanego gatunku z rodzaju Erysiphe (mączniak).

## Występowanie i szkodliwość
Choroba ta wyrządziła duże szkody w uprawie pomidora w Ameryce Północnej, i to zarówno w uprawach polowych, jak i szklarniowych. W Polsce po raz pierwszy większe straty spowodowała dopiero w latach 80. i 90. XX wieku w uprawach szklarniowych. Obecnie znów wyrządza duże szkody w uprawach pod osłonami.

## Objawy
Pierwszym objawem jest delikatny, biały nalot pojawiający się na liściach. Rozwijając się staje się coraz intensywniejszy, a pojedyncze początkowo plamy rozrastają się i łączą. Mogą objąć całą powierzchnię liści, a także wystąpić na ogonkach liściowych, łodygach i działkach kielicha kwiatów. Nalot rozwija się głównie na górnej stronie blaszki liściowej. Silnie porażone liście obumierają. Choroba najpierw rozwija się na dolnych częściach pędu pomidora, potem stopniowo rozszerza się ku górze. Owoców pomidora nie atakuje. 

## Ochrona
W Polsce choroba ta w uprawach polowych wyrządza znikome szkody i nie ma potrzeby jej zwalczania. Potrzeba taka istnieje tylko w uprawach pod osłonami. Mączniaka prawdziwego pomidora zwalcza się poprzez opryskiwanie fungicydami benzimidazolowymi (tiofanat metylowy), chloronitrylowymi (chlorotalonil), pirymidynowymi (bupirymat), siarkowymi (siarka) lub triazolowymi (tetrakonazol).